# Isabelle Rapin
Pour les articles homonymes, voir Rapin.
Isabelle Juliette Martha Rapin, née le 4 décembre 1927 à Lausanne (Suisse), et morte le 24 mai 2017 à Rhinebeck (New York) est une neuropédiatre de double nationalité suisse et américaine ayant enseigné l'Albert Einstein College of Medicine de New York,. Elle est une autorité de premier plan au sujet de l'autisme pendant des décennies, membre de l'Académie américaine de neurologie.

## Biographie
Isabelle Juliette Martha Rapin est née à Lausanne, en Suisse ; sa mère est originaire du Connecticut et son père est Suisse. Enfant, elle est une lectrice avide, et une fille scout qui suit toutes les écoles de filles de 9 à 19 ans. Entourée d'une famille de scientifiques, elle décide de devenir médecin avant l'âge de dix ans.
Elle débute à l'École de médecine de l'université de Lausanne en 1946, dans une classe de 100 élèves qui comprend une douzaine de femmes. Elle décide de devenir neurologue et pédiatre en 1951, après avoir passé douze semaines à l'hôpital de la Salpêtrière et à l'hôpital Necker-Enfants malades à Paris. Lorsqu'elle est diplômée de l'École de médecine de Lausanne en 1952, il existe peu d'emplois dans ce secteur en Suisse. Elle envoie une demande aux États-Unis à Harvard, Yale, l'université Johns-Hopkins et l'hôpital de Bellevue. Elle reçoit une réponse uniquement de Bellevue, et obtient un poste en pédiatrie, à partir de juillet 1953. En 1952, elle obtient son diplôme fédéral suisse en médecine. Elle reçoit son M. D. en 1955, lorsque sa thèse est publiée dans les Archives suisses de neurologie et de psychiatrie.
Elle rencontre son mari, Harold Oaklander, en août 1958, ils se marient au printemps 1959. À propos de son mari, elle déclare : « Sans son soutien désintéressé, ses encouragements et son aide, sa volonté de partager le ménage et l'éducation des enfants, l'emploi (sauf pour l'entretien de sa voiture et la couture, dont je m'occupais), je n'aurai jamais réussi ma carrière en neurologie infantile comme je l'ai fait ». Son mari termine un doctorat à l'Université de Columbia, mais sachant qu'Isabelle ne veut pas quitter l'Albert Einstein College of Medicine, il accepte un travail de proximité « moins prestigieux ». Ils ont quatre enfants, deux filles et deux fils.

## Carrière
Rapin est interne en pédiatrie à l'hôpital de Bellevue dans la ville de New York, et fait sa résidence en neurologie à l'Institut neurologique de l'hôpital presbytérien de New York, dont elle est également élève une année. Elle rejoint l'Albert Einstein College de la faculté de Médecine en 1958 et prend sa retraite à l'âge de 84 ans, en 2012. De l'évolution dans le domaine de l'autisme au cours de ces années, Rapin dit, « en particulier avant que l'autisme ne soit partout sur Internet et dans les médias imprimés, les parents qui sont venus chercher des conseils étaient plus susceptibles de signaler des problèmes de langage ... Ces derniers temps, des parents utilisateurs d'Internet s'inquiètent de l'autisme, mais ne me disent pas toujours leurs préoccupations lorsqu'ils me rendent visite à mon bureau, parce qu'ils veulent entendre mon diagnostic indépendant. » Rapin déclare, « Mon intérêt pour les troubles du langage et de l'autisme a été renforcé par l'arrivée à Einstein du Dr Doris A. Allen, dont le sujet de recherche était le développement de la psycholinguistique, la psychologie, et la pathologie de la parole ... Après l'évaluation des centaines d'enfants autistes, j'ai été convaincue que le rapport d'une régression très précoce en matière de langage et de comportement par un tiers de parents d'enfants autistes d'âge préscolaire, est réel et mérite une enquête biologique. »

### Nominations
Isablle Rapin a aidé à fonder la Child Neurology Society et l'International Child Neurology Association. À Einstein, elle a fondé le Service de neurologie de l'enfant et programme de bourses de recherche.
Elle a siégé au conseil d'administration de la Child Neurology Society, de l'International Child Neurology Association, de l'American Academy of Neurology et de l'International Neuropsychology Society.

## Reconnaissances
Le Boston Globe a déclaré en 1992 que Rapin a été « une spécialiste dans les maladies neurologiques des enfants [qui] a découvert plusieurs de ces maladies, et est une autorité en matière d'autisme. » Le New York Times a déclaré : « Considérée par beaucoup comme la doyenne de l'autisme, le Dr Rapin a passé des décennies à étudier le handicap. » L'Albert Einstein College of Medicine, a déclaré que Rapin « a été une chef de file dans le domaine de la neurologie de l'enfant... ; créditée d'un certain nombre de découvertes dans le domaine de troubles neurogénétiques dans l'enfance, y compris la formation de notre compréhension de l'autisme... » En plus de sa renommée en tant que « mère de l'autisme », elle est « une sommité dans son domaine » et « toujours une référence ». Pour la mettre à l'honneur, en 2012, Einstein établit une conférence annuelle sur les troubles de la communication. Selon son collègue Mark Mehler, M. D., « Elle est l'experte mondiale dans le domaine des troubles de la communication chez l'enfant, et au cours de sa carrière, elle a défini et affiné notre compréhension de l'ensemble de ce champ. » En 2006, Einstein a tenu un colloque international sur l'autisme honorant Rapin.
Rapin a reçu les prix suivants :
- Prix du président de l'Académie américaine de neurologie[9]
- Honoraire diplômée d'état de l'Albert Einstein College of Medicine
- Prix d'excellence dans la recherche sur l'autisme de l'Autism Society of America
- Prix du centre Shriver[10].

Dans son autobiographie publiée dans le Journal of Child Neurology, elle déclare : « Le message que j'aimerais donner à un jeune collègue est que la neurologie de l'enfant est une discipline merveilleusement enrichissante intellectuellement et personnellement, grâce à toutes les rencontres avec des familles. Pour être marié(e), avoir des enfants, restaurer et meubler une maison antique, travailler dans le jardin, profiter de beaucoup de ce que la vie offre, et avoir un bon travail, vous avez besoin du soutien d'un généreux compagnon, de baby-sitting et d'aide à domicile adéquates, de flexibilité, de bonne humeur, et de nez pour l'insolite. Considérer chaque patient comme une source potentielle de nouvelles connaissances, décrire ce que vous voyez, poursuivre vos intérêts vigoureusement, et apprendre à couper les coins et les hiérarchiser. Trouver un bon mentor, et profitez de ce que vous faites, et de votre chance. »

## Publications
En 2006, Rapin a publié plus de 135 articles et 75 chapitres de livre, dont :
- Autism : A Neurological Disorder of Early Brain Development, MacKeith Press, 2006, 482 p. (ISBN 978-0-444-50363-3)
- Language: Normal and Pathological Development, John Libbey Eurotext Ltd, 2006  (ISBN 978-2472006384)
- Preschool Children with Inadequate Communication : Developmental Language Disorder, Autism, Low IQ, MacKeith Press, 1996, 299 p. (ISBN 978-1-898683-07-0, lire en ligne)
- Handbook of Neuropsychology : Vol. 6, vol. 6, Elsevier Science Ltd, 1994, 503 p. (ISBN 978-0-444-82060-0)
- Children with brain dysfunction : neurology, cognition, language, and behavior, Raven Press, 1982, 284 p. (ISBN 978-0-89004-844-3)
- Rett Syndrome and Autism, Year Book Medical Pub, 1988 (ISBN 978-99908-0-817-9)